# Kernkraftwerk Atucha
Das Kernkraftwerk Atucha (spanisch Central Nuclear Atucha, CNA) in der Umgebung von Zárate, in der Provinz Buenos Aires in Argentinien besteht aus zwei Reaktorblöcken. Das zweite argentinische Kernkraftwerk, Embalse, befindet sich nahe der Stadt Embalse.

## Block 1

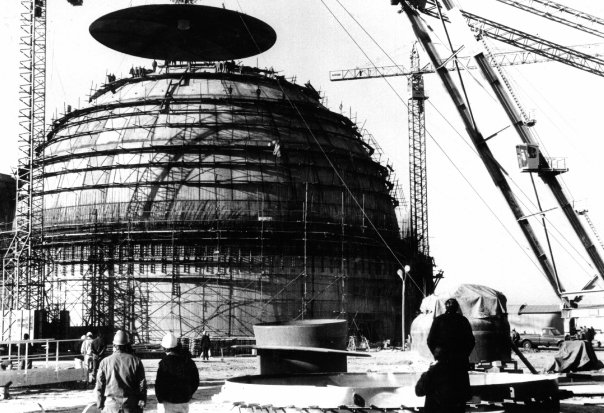
Atucha 1 während des Baus

Block 1 ging am 19. März 1974 in Betrieb. Mit dem Bau beschäftigt war großteils die deutsche Kraftwerk Union AG. Als Oberbauleiter war der Elektroingenieur spätere Erlangener Siemens-Direktor Heinz Georg Salge (* 1930) tätig. Das Kraftwerk besitzt eine elektrische Nettoleistung von etwa 335 MW. Atucha-1 ist ein sogenannter Schwerwasser-Druckreaktor (PHWR). Das Besondere an diesem Reaktortyp ist, dass er mit Natururan betrieben werden kann, welches nicht angereichert werden muss (etwa 0,7 % Uran-235-Anteil), was die Konstruktion des Reaktors allerdings verkompliziert. Heute benutzt das Kraftwerk leicht angereichertes Uran mit einem Anteil von 0,85 Prozent, wodurch die Kosten des Kraftwerksbetriebes um etwa 40 Prozent gesenkt werden konnten. Im Jahr 2000 gewährte Deutschland eine Hermesbürgschaft für Reparaturarbeiten im Reaktorblock 1. Schwerwasserreaktoren wie in Atucha wurden und werden fast ausschließlich von Kanada (CANDU) und – darauf aufbauend – Indien (IPHWR) gebaut bzw. exportiert. Der Versuch der Kraftwerk-Union neben ihren mit herkömmlichen „leichten“ Wasser moderierten Druck- und Siedewasserreaktoren, auch in diesem Segment Fuß zu fassen, war außerhalb von Atucha nicht erfolgreich. Daher wurde diese Technologie nicht weiter verfolgt, während die Druckwasserreaktor-Technologie zum Konvoi und schließlich im Areva/Framatome-Siemens Joint Venture zum EPR weiter entwickelt wurde.

## Block 2
Planungsbeginn für Block 2 war 1979, 1981 erfolgte der Baubeginn. Nach 33-jähriger Bauzeit wurde das Kernkraftwerk im Frühjahr 2014 fertiggestellt. Am 2. Mai 2014 wurde der Reaktor erstmals kritisch. Das ursprünglich als Joint Venture zwischen CNEA (die nationale Atomenergiebehörde) und der Kraftwerk Union begonnene Projekt wurde 1994 vorerst gestoppt. Es fehlten Geldmittel, um das zu 81 Prozent errichtete Kraftwerk fertigzustellen. Noch im selben Jahr wurden die Kernkraftwerke der CNEA von der Nucleoelectrica Argentina S.A übernommen, einer Unterorganisation des Wirtschaftsministeriums. Im Jahr 2003 wurden schließlich Pläne vorgelegt, nach denen der Reaktor für 400 Mio. US-Dollar in Kooperation mit deutschen, spanischen und brasilianischen Unternehmen bis 2014 fertiggestellt wurde. Am 27. Juni 2014 wurde der Reaktor offiziell in Betrieb genommen.
Auch Atucha 2 ist ein PHWR. Er hat einen größeren Reaktorkern als Atucha 1 (siehe Grafik) und 692 MW elektrische Leistung (netto).

Größenvergleich der Reaktordruckbehälter von Atucha 1 und 2
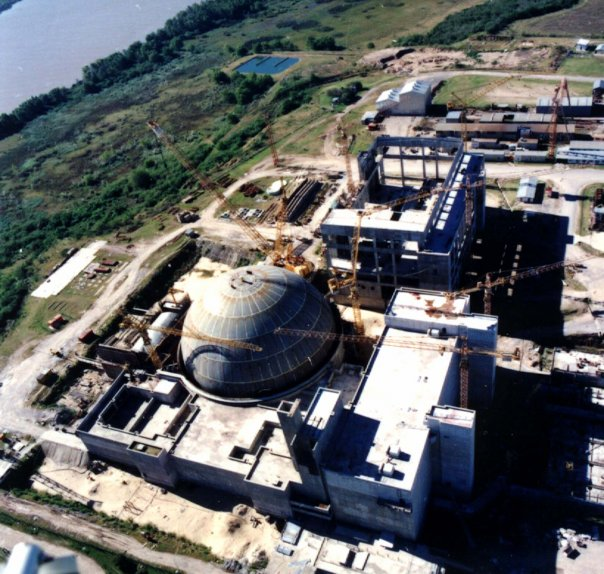
Atucha 2 während des Baus
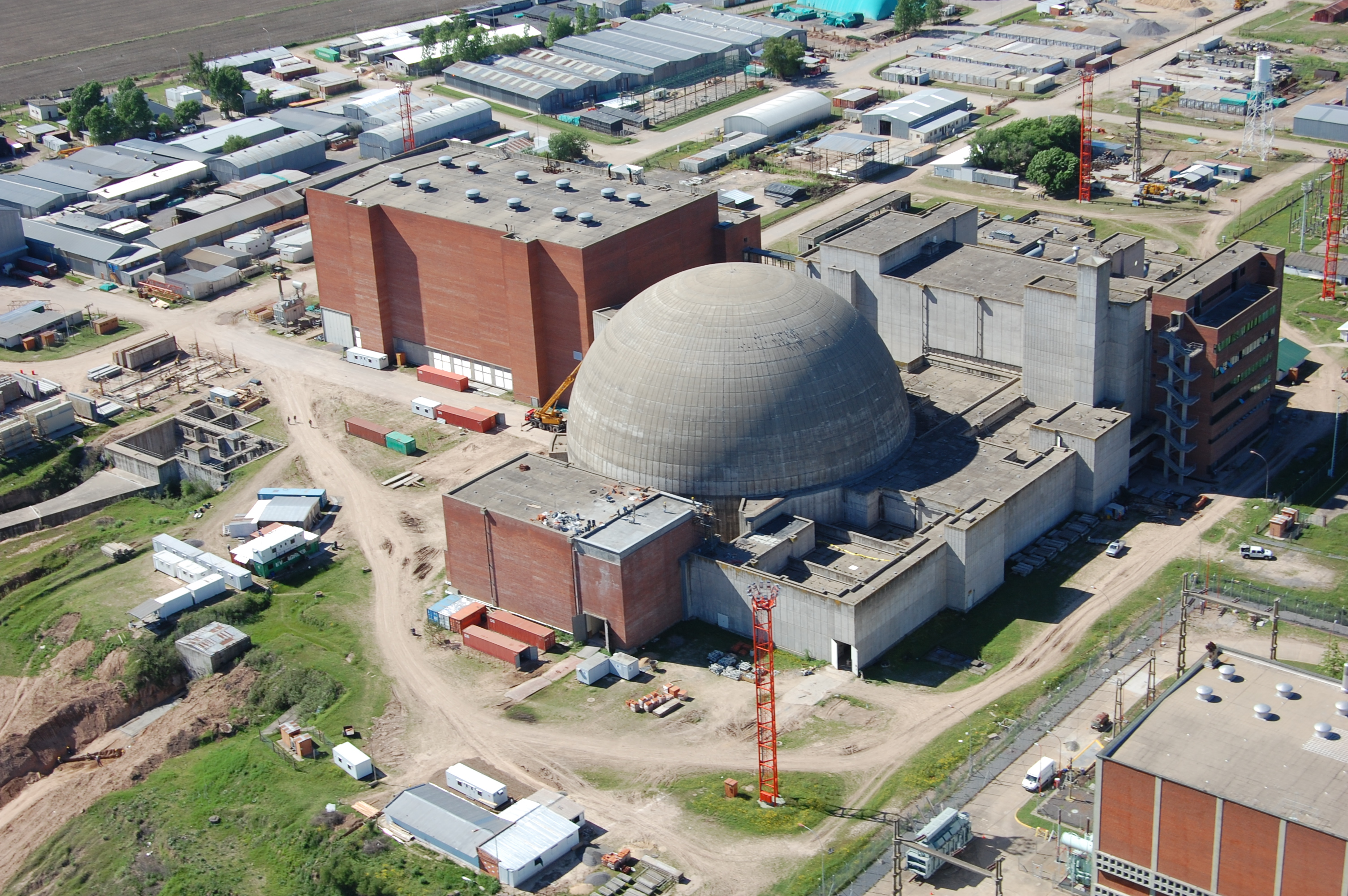
Luftaufnahme von Atucha 2

## CAREM 25
Auf dem Gelände von Atucha, aber als eigenes Kraftwerk CAREM 25 geltend, ist seit 2014 ein CAREM Prototyp-Reaktor im Bau.

## Blöcke 3 und 4
Ab 2006 war der Bau eines dritten und vierten Kraftwerksblocks geplant. Am 12. Juli 2014 unterzeichneten die peronistische Staatspräsidentin Cristina Kirchner und der russische Präsident Wladimir Putin eine Vereinbarung über die Beteiligung der staatlichen russischen Atomenergieagentur RosAtom an dem auf umgerechnet etwa 2,2 Milliarden Dollar veranschlagten, seit 2009 in Planung befindlichen Projekt Atucha 3. Im Juni 2012 unterzeichneten die Regierungen von Argentinien und China eine Vereinbarung zur Kooperation bei der Finanzierung und dem Bau des Projekts Atucha 4. Im Juni 2018 beschloss die argentinische Regierung unter dem konservativen Mauricio Macri, die Pläne zum Bau der Reaktoren Atucha 3 und Atucha 4 einzustellen. Im Februar 2022 unterzeichneten Vertreter des argentinischen Nationalen Komitees für Atomenergie (CNEA) und der Chinese National Nuclear Corporation (CNNC) unter der Regierung des Peronisten Alberto Fernández einen Vertrag über den Bau eines Reaktorblocks vom Typ Hualong One als Atucha 3.
Im Gegensatz zu den Schwerwasserreaktoren, welche in Atucha und Embalse bisher in Betrieb sind, sind sowohl die verworfenen Pläne der Kirchner-Ära als auch die Pläne aus den 2020er Jahren auf den Bau eines Leichtwasserreaktors (LWR) ausgelegt. Nachteil dieser Reaktortypen ist, dass höher angereichertes Material als Brennstoff benötigt wird – dies wird jedoch dadurch kompensiert, dass ein höherer Abbrand möglich ist, und dass der Stand 2022 vorgesehene Hualong One mit einer elektrischen Nettoleistung von 1200 Megawatt deutlich leistungsfähiger ist als die bestehenden Reaktoren. Dazu kommt, dass die meisten derzeit weltweit in Betrieb befindlichen Kernkraftwerke LWRs sind, wodurch weltweit Erfahrung und Expertise in dieser Technologie vorhanden ist und etwaige Ersatzteile einfacher zu beschaffen sind als bei der PHWR-„Kleinserie“ der ehemaligen Kraftwerk-Union oder des am Standort Embalse gebauten CANDU-Reaktors. Würde ein Reaktor mit 1200 MW elektrischer Nettoleistung in Betrieb gehen, wäre dies auf einen Schlag eine Erhöhung der Gesamtleistung der argentinischen Kernkraftwerksflotte um fast 75 %.

## Daten der Reaktorblöcke
Das Kernkraftwerk Atucha hat insgesamt zwei Blöcke:
| Reaktorblock | Reaktortyp | Nettoleistung | Bruttoleistung | Baubeginn  | Netzsynchronisation | Kommerzieller Betrieb | Abschaltung |
| ------------ | ---------- | ------------- | -------------- | ---------- | ------------------- | --------------------- | ----------- |
| Atucha-1     | PHWR       | 319 MW        | 362 MW         | 01.06.1968 | 19.03.1974          | 24.06.1974            |             |
| Atucha-2     | PHWR       | 692 MW        | 745 MW         | 14.07.1981 | 27.06.2014          | 26.05.2016            |             |